# Mikhaïl Mojarov
Mikhaïl Igorievitx Mojarov (en rus: Михаил Игоревич Можаров) (19 d'octubre de 1990) és un jugador d'escacs rus que té el títol de Gran Mestre des del 2014.
A la llista d'Elo de la FIDE del desembre de 2021, hi tenia un Elo de 2528 punts, cosa que en feia el jugador número 81 (en actiu) de Rússia. El seu màxim Elo va ser de 2573 punts, a la llista de setembre de 2015.

## Resultats destacats en competició
El gener del 2015 fou 1-8è (tercer en el desempat) al 7è Torneig internacional de Grans Mestres de Chennai amb 7½ punts de 10 (el campió fou Ivan Popov).
El juliol de 2016 fou campió en solitari de l'Obert de Platja d'Aro amb 7½ punts de 9, un punt per davant de Jordi Fluvià i Mikhail Krylov.